# Drepanogynis quadrivalvis
Drepanogynis quadrivalvis är en fjärilsart som beskrevs av Claude Herbulot 1960. Drepanogynis quadrivalvis ingår i släktet Drepanogynis och familjen mätare. Inga underarter finns listade i Catalogue of Life.